# Кли Крик (Јута)
Кли Крик (енгл. Clear Creek) насељено је место без административног статуса у америчкој савезној држави Јута.

## Демографија
По попису из 2010. године број становника је 4.
| Група             | 2000.    | 2010.      |
| Белци             | 0 (0,0%) | 4 (100,0%) |
| Афроамериканци    | 0 (0,0%) | 0 (0,0%)   |
| Азијати           | 0 (0,0%) | 0 (0,0%)   |
| Хиспаноамериканци | 0 (0,0%) | 0 (0,0%)   |
| Укупно            | 0        | 4          |